# 소프 (영화)
소프(En Soap, A Soap)는 스웨덴에서 제작된 페르닐레 피쉐르 크리스텐센 감독의 2006년 코미디, 드라마 영화이다. 트린 디어홈 등이 주연으로 출연하였고 라스 브레도 라벡 등이 제작에 참여하였다.

## 출연

### 주연
- 트린 디어홈
- 다비드 덴칙
- 클라에스 방
- 조안 벤트센

### 조연
- 다비드 덴칙
- 트린 디어홈
- 카밀라 소베그
- 엘제베스 스틴토프트

## 제작진
- 미술: 라스무스 스젤레센
- 의상: 시그네 세이룬드